# Aliaxandr Zhukouski
Aliaxandr Zhukouski –en bielorruso, Аляксандр Жукоўскi; transliteración rusa, Aleksandr Zhukovski– (Babruisk, 6 de octubre de 1979) es un deportista bielorruso que compitió en piragüismo en la modalidad de aguas tranquilas. Ganó cuatro medallas en el Campeonato Mundial de Piragüismo entre los años 2001 y 2006, y siete medallas en el Campeonato Europeo de Piragüismo entre los años 2001 y 2012.

## Palmarés internacional
| Campeonato Mundial | Campeonato Mundial       | Campeonato Mundial | Campeonato Mundial |
| Año                | Lugar                    | Medalla            | Competición        |
| ------------------ | ------------------------ | ------------------ | ------------------ |
| 2001               | Poznań (Polonia)         | Medalla de plata   | C4 1000 m          |
| 2002               | Sevilla (España)         | Medalla de bronce  | C4 1000 m          |
| 2005               | Zagreb (Croacia)         | Medalla de bronce  | C4 200 m           |
| 2006               | Szeged (Hungría)         | Medalla de bronce  | C4 1000 m          |
| Campeonato Europeo |                          |                    |                    |
| Año                | Lugar                    | Medalla            | Competición        |
| 2004               | Poznań (Polonia)         | Medalla de bronce  | C4 500 m           |
| 2004               | Poznań (Polonia)         | Medalla de bronce  | C4 1000 m          |
| 2005               | Poznań (Polonia)         | Medalla de bronce  | C1 1000 m          |
| 2006               | Račice (República Checa) | Medalla de plata   | C4 500 m           |
| 2007               | Pontevedra (España)      | Medalla de oro     | C4 500 m           |
| 2008               | Milán (Italia)           | Medalla de bronce  | C4 200 m           |
| 2012               | Zagreb (Croacia)         | Medalla de bronce  | C1 1000 m          |